# Арда (Середзем'я)
А́рда (кв. Arda) — у легендаріумі Дж. Р. Р. Толкіна назва Землі в період міфічної передісторії — світ, який охоплює всі місця, згадані у «Володарі перснів» і супутніх творах. В Арді було кілька морів і океанів, континенти Середзем'я та Аман, гігантський острів Нуменор, що існував у Другу епоху, та інші землі (континенти Земля Сонця і Темні Землі), згадані Толкіном у чернетках.

## Загальні відомості

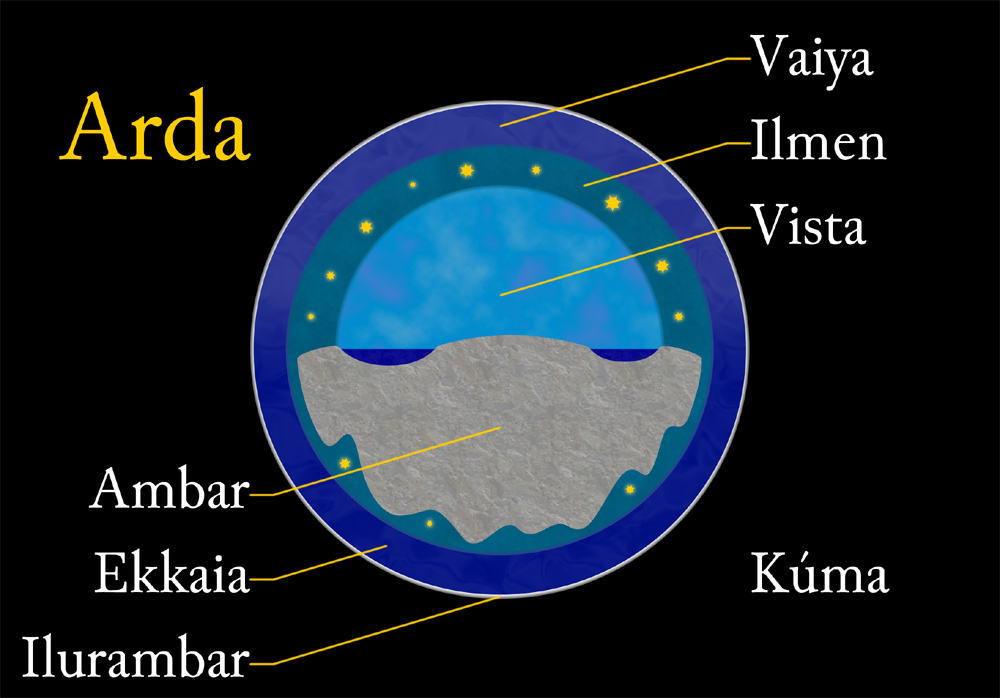
Схема первісного влаштування Арди

Арда є частиною Еа, всесвіту. Вона була створена, як і інша частина Еа, за допомогою Музики айнурів для Дітей Ілуватара — ельфів і людей.
Оскільки в космології Толкіна Сонце, Місяць, зірки та інші небесні об'єкти перебували на орбіті цієї планети, вони також вважалися частиною Арди. Так що іноді Арда визначається як «сонячна система», в той час, як власне Земля або частина Арди, що не включає небесні тіла, називалася А́мбар (кв. Ambar) або І́мбар (кв. Imbar).
Спочатку Арда була плоским світом, континенти якого були оточені величезним океаном Еккайа (кв. Ekkaia), або Вайа (кв. Váya), Зовнішнім морем (англ. Encircling Sea), і розділені Белегаером (сінд. Belegaer), Великим Морем (англ. Great Sea), і Сандерін Сіз (англ. Sundering Seas). У Першу Епоху на північному заході Середзем'я знаходився Белеріанд, який був знищений у результаті Війни Гніву.
На південь і схід від Середзем'я знаходився континент, відомий як Темні Землі (англ. Dark Land). На схід розташовувався відносно невеликий материк Земля Сонця (англ. Land of the Sun), названий так через те, що десь неподалік знаходилися Брама Сонця, яка освітлювала плоский світ.
Інформації про ці континенти вкрай мало, як мало її про південь і схід Середзем'я. Можливо, Толкін мав на увазі не материки, а дальні області Середзем'я. На півдні Середзем'я знаходилися Ближні Землі (англ. Hither Lands), до складу яких включався Гарад. Слово «Харад» означало південь в загальному значенні та використовувалося для позначення не тільки земель безпосередньо на південь від Ґондора та Мордора, а й півдня Середзем'я взагалі. У Близькому Гараді було безліч випалених сонцем пустель, які далі на південь, імовірно, змінювалися непрохідними джунглями, батьківщиною мумакіл. Жителі Дальнього Гараду також мали темну, немов спалену сонцем, шкіру.
Великі східні землі мали загальну назву Рун, хоча це слово, можливо, також використовувалося тільки для позначення місцевості, яка безпосередньо прилягала до моря Рун (англ. Sea of Rhûn) і річки Рівер Ранін (англ. River Running). Вастаки, як і гарадріми, являли собою конгломерат великої кількості різних народів.
Про далекі східні кордони Середзем'я, які, ймовірно, виходять до моря, відомо ще менше. Відомо, що в давні часи з півночі на південь там проходив величезний гірський ланцюг Орокарні («Червоні гори») аналогічно хребту Ереду Луїн («Сині гори») на заході континенту (на початку свого існування світ був симетричним). Ельфи вперше з'явилися саме там, на крайньому сході. Їх батьківщини Куівіенен в Третю епоху вже не існувало. Невідомо, чи збереглися в Третю епоху Орокарні та в якому вигляді (Ереду Луїн сильно зменшився в розмірах, але зберігся). Далеко на сході від Рун мандрували Сині Маги, які вирушили туди, щоб підняти повстання проти Саурона на підкорених їм землях, проте інформація про їх діяльність так і не досягла західних земель. Можливо, Сині Маги не впоралися зі своїм завданням: або, подібно Саруману, самі стали правити людьми, або, подібно Радаґасту, стали покровителями тої чи іншої місцевості, чи народу та перестали турбуватися про долю всього Середзем'я. Достеменно відомо лише те, що жоден з них не повернувся.
У Другу Епоху для едайн у Великому морі було піднято Нуменор. Цей острів проіснував більшу частину Другої Епохи, але був знищений через гордість нуменорців, які порушили заборону Валар і вирушили у військовий похід на Аман.
Після загибелі Нуменора Арда стала круглою та світ став менше. Аман був назавжди вилучений зі світу, доступного для людей, і досягти його відтепер могли тільки ельфи, для яких було залишено Прямий Шлях. Велінням Ілуватара замість зниклих земель утворилися нові землі на схід і захід від Середзем'я.
Саме слово «Arda» було явно запозичене Толкіном із германських мов (пор. нід. aarde, нім. Erde, англ. Earth — «Земля»). Звичайно, в міфології Толкіна це слово не мало ніякого відношення до реальних мов і належало мові квенья.

## Арда Неспотворена
Споконвічний світ, створений Валар, називався «Арда Неспотворена» (англ. Arda Unmarred), або «Арда Алахаста»
(кв. Arda Alahasta). Цей світ був змінений в результаті воєн між Валар і Мелькор, збереглася лише одна його частина — Валінор. Арда Неспотворена являла собою плоский симетричний світ, освітлений вічним світлом.

## Арда Спотворена
Новому світу дали назву «Арда Спотворена» (англ. Arda Marred), оскільки у світі була розсіяна феа Мелкора. Саме з цього світу була створена хроа Дітей Ілуватара. Це світ, у якому можливі зло та насильство, хвороби, нестерпний холод і жар та інші речі, яких не було в Арді Неспотвореній.
Також була спотворила ідея безсмертя ельфів: в Арді Спотвореній ельфи повільно згасають, поки їх тіла не тоншають настільки, що вони стають привидами. Тільки у Валінорі цей процес можна було призупинити, і це одна з причин, через яку всі ельфи змушені були врешті-решт прямувати у Валінор. Однією з властивостей Перснів Сили була влада над часом, завдяки якій Елронд і Ґаладріель у підвладних їм королівствах теж могли призупинити згасання ельфів. Після знищення Персня Всемогутності ельфійські персні втратили силу, і на початку Четвертої епохи багато ельфів остаточно залишили Середзем'я.